# 玉泉八州男
玉泉 八州男（たまいずみ やすお、1936年2月25日 - ）は、日本の英文学者。専攻はシェイクスピアとエリザベス朝演劇。

## 略歴
新潟県高田市（現・上越市）生まれ。新潟県立高田高等学校、東京大学文学部英吉利文学科卒業。東京大学大学院人文科学研究科英語英文学専攻博士課程満期退学。東京工業大学工学部助教授を経て教授。1985年、『女王陛下の興行師たち』でサントリー学芸賞受賞。千葉大学文学部教授。帝京大学文学部教授、帝京大学名誉教授。日本シェイクスピア協会会長（1997－1999年度）。2007年日本学士院会員。2011年瑞宝重光章。

## 単著
- 『女王陛下の興行師たち エリザベス朝演劇の光と影』芸立出版、1984
- 『シェイクスピアとイギリス民衆演劇の成立』研究社、2004
- 『北のヴィーナス――イギリス中世・ルネサンス文学管見』研究社、2013
- 『シェイクスピアの世紀末』小鳥遊書房、2022

### 編著
- 『ベン・ジョンソン』 英宝社、1993
- 『エリザベス朝演劇の誕生』水声社、1997

### 翻訳
- C・S・ルイス『愛とアレゴリー　ヨーロッパ中世文学の伝統』筑摩書房〈筑摩叢書〉、1972、新版1983
- シーザー・L・バーバー『シェイクスピアの祝祭喜劇　演劇形式と社会的風習との関係』野崎睦美共訳、白水社、1979
- 『シェイクスピア　晩年の劇』英文学ハンドブック「作家と作品」研究社、1980
- E・M・W・ティリヤード『エリザベス朝の世界像』磯田光一、清水徹郎共訳、筑摩書房〈筑摩叢書〉、1992
- フランセス・A・イエイツ『記憶術』監訳、水声社、1993

## 参考
- コトバンク - 日本人名大辞典の解説